# Operazione San Gennaro
Operazione San Gennaro (pt: Golpe de Mestre à Napolitana; br:Operação São Genaro) é um filme de 1966, uma co-produção Itália, França e Alemanha, dirigido por Dino Risi.
Estreou em Portugal a 1 de Dezembro de 1967.

## Sinopse
Três bandidos, Jack, Maggie e Frank, vão a Nápoles com a intenção de roubarem o tesouro de S. Genaro. Pedem ajuda a uma velha glória do roubo, Don Vincenzo, conhecido por Il Fenomeno, mas este encontra-se na cadeia e recomenda-lhes Armandino Girasole, conhecido por Dudú, que comanda um bando em decadência. Só que a ideia, se por um lado seria muito rentável, por outro parece um sacrilégio a Dudú.

## Elenco
- Nino Manfredi: Armanduccio Girasole detto Dudù
- Senta Berger: Maggie
- Harry Guardino: Jack
- Claudine Auger: Concettina
- Totò: Don Vincenzo "O fenomeno"
- Mario Adorf: Sciascillo
- Ugo Fangareggi: Agonia
- Dante Maggio: Il "capitano"
- Giovanni Druti: L'Arcivescovo Aloisio
- Pinuccio Ardia: Il "Barone"
- Vittoria Crispo: Mamma Assunta
- Enzo Cannavale: Gaetano, secondino
- Ralph Wolter: Frank
- Solvi Stubing: La suora
- Donatella Gambini: Damigella al matrimónio
- Pino Ammendola: Lo Sciù-Scià
- Maria Tedeschi: Donna all'aeroporto di Capodichino